# VietJet Air
VietJet Air è una compagnia aerea civile del Vietnam con base nell'aeroporto di Phú Quốc. È stata fondata nel 2007 ed ha iniziato i voli di linea nell'ottobre 2011.

Si tratta della terza compagnia aerea privata del Vietnam, dopo la Indochina Airlines (fallita nel 2009) e la Air Mekong, cui è stata revocata la licenza nel 2015.

## Destinazioni
Al 2024 VietJet Air vola verso 53 destinazioni in Vietnam, Australia, Cambogia, Cina, Corea del Sud, Giappone, Hong Kong, India, Indonesia, Kazakistan, Malaysia, Singapore, Taiwan, Thailandia e Turchia. I voli sono operati dalle varie basi, tutte in Vietnam: Đà Nẵng, Hanoi, Hai Phong, Ho Chi Minh e Nha Trang.

## Flotta

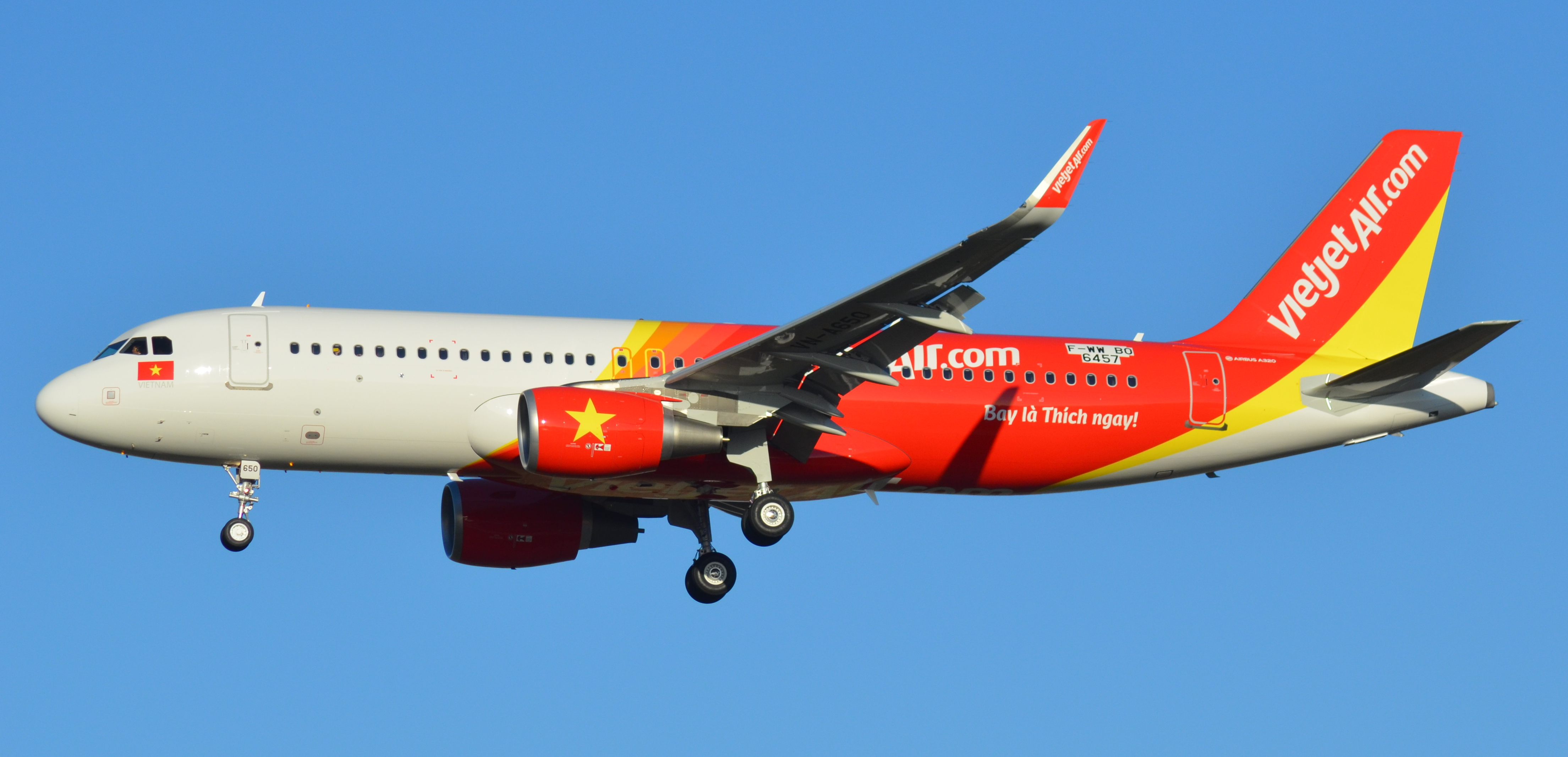
Un Airbus A320-200.

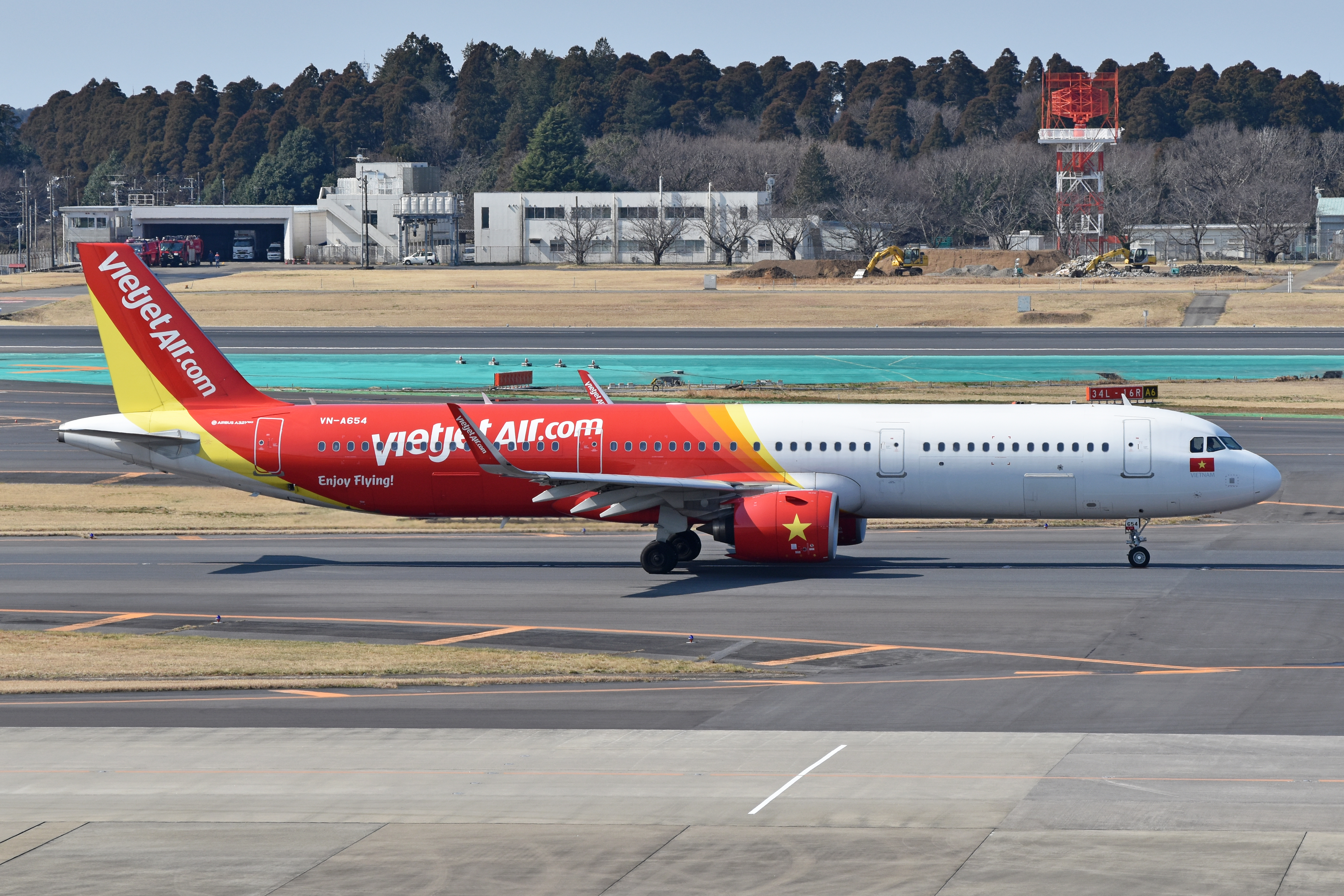
Un Airbus A321neo.

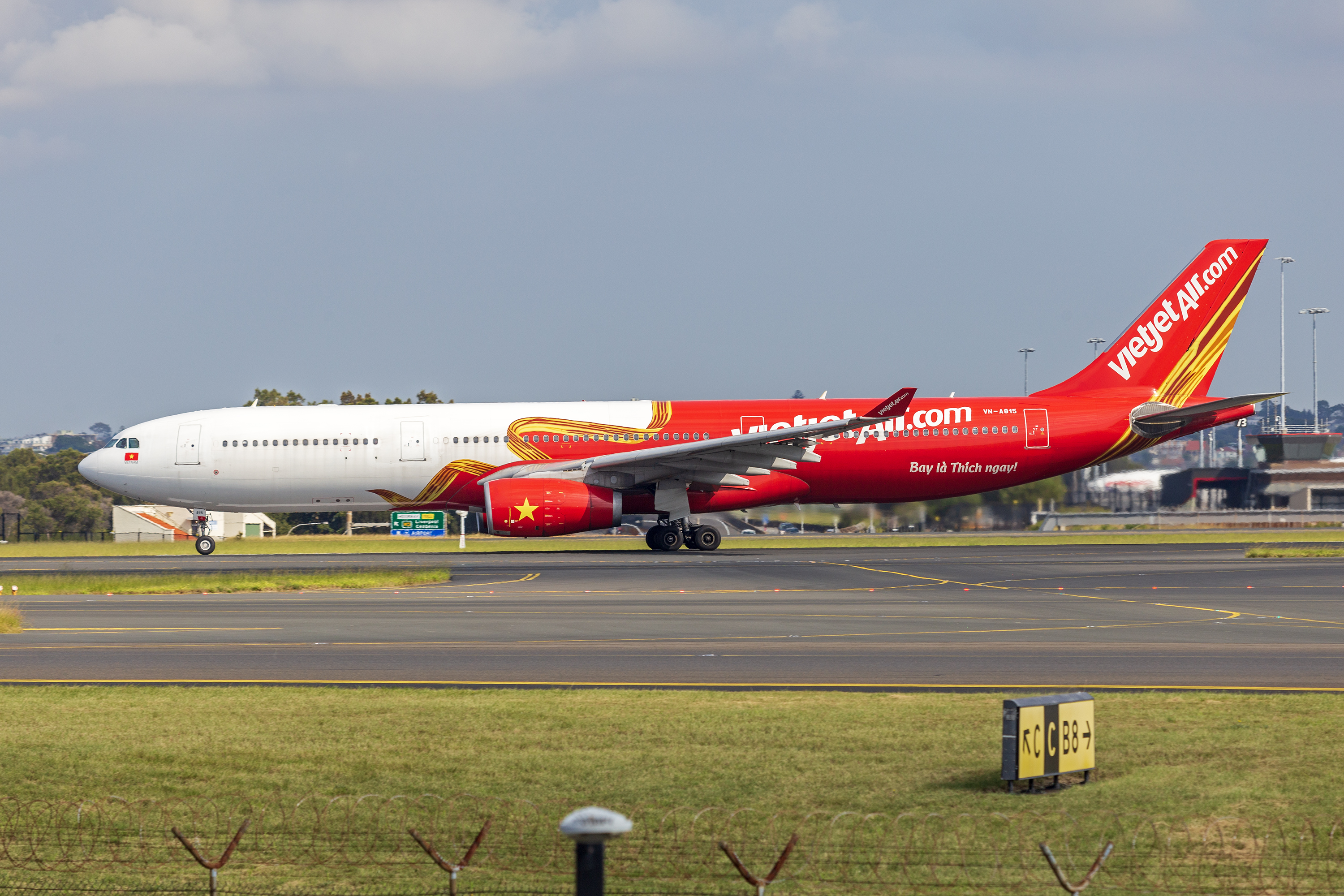
Un Airbus A330-300.

Ad ottobre 2024, la flotta di VietJet Air è composta dai seguenti aerei: